# Pedro Rodrigues Filho
Pedro Rodrigues Filho (Santa Rita do Sapucaí, 1954. június 17. – 2023. március 5.) brazil sorozatgyilkos.14 évesen követte el első gyilkosságát. Legalább 71 személyt gyilkolt meg, köztük édesapját is, aki előtte megölte Pedro édesanyját. 128 év börtönre ítélték.

## Élete
Egy farmon született, Santa Rita do Sapucaíban. A koponyája összezúzódott, mivel apja egy veszekedés során belerúgott a terhes anya hasába. Pedro elmondása szerint 13 éves korában érzett késztetést a gyilkolásra.